# Никола Павловски
Никола Павловски (на македонска литературна норма: Никола Павловски) е архитект от Северна Македония.

## Биография
Роден е на 15 август 1939 година в костурското село Изглибе, Гърция. Завършва Архитектурно-строителния факултет на Скопския университет в 1962 година. Работи като преподавател по проектиране на индустриални и стопански сгради в Скопския университет.
Павловски се занимава с архитектурно проектиране на стопански, на индустрилни, на жилищни и на бизнес обекти. Значими негови дела са Фабриката за медицинска пластика в Тетово (1986), пощите с автоматични телефонницентрали в кварталите Зелен рид и Карпош на Куманово (1994). Павловски се занимава и с научноизследователска работа и в частност с проблемите на осветяването с дневна светлина в архитектурното проектиране. Автор е на много трудове.